# بی‌ای‌پی مولندو (ای‌تی‌سی-۱۳۱)
بی‌ای‌پی مولندو (ای‌تی‌سی-۱۳۱) (به انگلیسی: BAP Mollendo (ATC-131)) یک کشتی بود که طول آن 153.8m و ارتفاع آن Mast height 34.9m بود. این کشتی در سال ۱۹۷۰ ساخته شد.